# 비지터 2
《비지터 2》(프랑스어: Les Couloirs du temps : Les Visiteurs 2, 영어: The Visitors II: The Corridors of Time)는 프랑스에서 제작된 장마리 푸아레 감독의 1998년 판타지 코미디 영화이다. 1993년 영화 《비지터》의 속편이다. 크리스티앙 클라비에 등이 출연하였고, 알랭 테르지앙 등이 제작에 참여하였다.
2016년 삼부작 마지막 영화 《더 비지터: 리턴즈》(Les Visiteurs : La Révolution)가 개봉하였다.

## 출연진
- 크리스티앙 클라비에
- 장 레노
- 뮈리엘 로뱅
- 마리안 샤젤
- 실비 졸리
- 필리프 나옹

## 기타 제작진
- 공동 총괄 제작: 크리스티앙 클라비에, 파트리스 르두
- 의상: 카트린 르테리에